# Anna Smith (tennis)
Ne pas confondre avec Anne Smith également joueuse de tennis.
Pour les articles homonymes, voir Anna Smith et Smith.
Anna Smith, née le 14 août 1988 à Redhill, est une joueuse de tennis britannique.

## Biographie
Anna Smith est domiciliée à Sanderstead.
Elle remporte son premier titre WTA en double en mai 2017 : à Nuremberg, aux côtés de Nicole Melichar, elle défait en finale Kirsten Flipkens et Johanna Larsson.
Sur le circuit secondaire de l'ITF, elle a remporté cinq titres en simple et 28 titres en double.

## Palmarès

### Titre en doubles dames
| No | Date       | Nom et lieu du tournoi                | Catégorie | Dotation  | Surface      | Partenaire      | Finalistes                       | Score            |          |
| -- | ---------- | ------------------------------------- | --------- | --------- | ------------ | --------------- | -------------------------------- | ---------------- | -------- |
| 1  | 21-05-2017 | Nürnberger Versicherungscup Nuremberg | Intern'l  | 250 000 $ | Terre (ext.) | Nicole Melichar | Kirsten Flipkens Johanna Larsson | 3-6, 6-3, [11-9] | Parcours |

### Finales en double dames
| No | Date       | Nom et lieu du tournoi                          | Catégorie | Dotation  | Surface      | Vainqueures                            | Partenaire      | Score            |          |
| -- | ---------- | ----------------------------------------------- | --------- | --------- | ------------ | -------------------------------------- | --------------- | ---------------- | -------- |
| 1  | 14-07-2014 | Collector Swedish Open Båstad                   | Intern'l  | 250 000 $ | Terre (ext.) | Andreja Klepač María Teresa Torró Flor | Jocelyn Rae     | 6-1, 6-1         | Parcours |
| 2  | 08-06-2015 | Aegon Open Notthingham Nottingham               | Intern'l  | 250 000 $ | Gazon (ext.) | Raquel Kops-Jones Abigail Spears       | Jocelyn Rae     | 3-6, 6-3, [11-9] | Parcours |
| 3  | 12-09-2016 | Hashimoto Sogyo Japan Women's Open Tennis Tokyo | Intern'l  | 250 000 $ | Dur (ext.)   | Shuko Aoyama Makoto Ninomiya           | Jocelyn Rae     | 6-3, 6-3         | Parcours |
| 4  | 16-10-2017 | VTB Kremlin Cup Moscou                          | Premier   | 855 308 $ | Dur (int.)   | Tímea Babos Andrea Hlaváčková          | Nicole Melichar | 6-2, 3-6, [10-3] | Parcours |
| 5  | 23-04-2018 | TEB BNP Paribas Istanbul Cup Istanbul           | Intern'l  | 250 000 $ | Terre (ext.) | Liang Chen Zhang Shuai                 | Xenia Knoll     | 6-4, 6-4         | Parcours |

### Finale en double en WTA 125
| No | Date       | Nom et lieu du tournoi        | Catégorie | Dotation  | Surface    | Vainqueures                 | Partenaire      | Score    |          |
| -- | ---------- | ----------------------------- | --------- | --------- | ---------- | --------------------------- | --------------- | -------- | -------- |
| 1  | 14-11-2016 | Engie Open de Limoges Limoges | WTA 125   | 125 000 $ | Dur (int.) | Elise Mertens Mandy Minella | Renata Voráčová | 6-4, 6-4 | Parcours |

## Parcours en Grand Chelem

### En simple dames
| Année | Open d'Australie | Open d'Australie | Internationaux de France | Internationaux de France | Wimbledon | Wimbledon         | US Open | US Open |
| ----- | ---------------- | ---------------- | ------------------------ | ------------------------ | --------- | ----------------- | ------- | ------- |
| 2008  | —                | —                | —                        | —                        | Q2        | Zuzana Ondrášková | —       | —       |
|       |                  |                  |                          |                          |           |                   |         |         |
| 2010  | —                | —                | —                        | —                        | Q1        | Mirjana Lučić     | —       | —       |
|       |                  |                  |                          |                          |           |                   |         |         |
| 2013  | —                | —                | —                        | —                        | Q1        | A.K. Schmiedlová  | —       | —       |

N.B. : à droite du résultat se trouve le nom de l'ultime adversaire.

### En double dames
| Année | Open d'Australie            | Open d'Australie             | Internationaux de France    | Internationaux de France       | Wimbledon                     | Wimbledon                        | US Open                     | US Open                     |
| ----- | --------------------------- | ---------------------------- | --------------------------- | ------------------------------ | ----------------------------- | -------------------------------- | --------------------------- | --------------------------- |
| 2008  | -                           | -                            | -                           | -                              | 1er tour (1/32) Georgie Stoop | N. Llagostera M. J. Martínez     | -                           | -                           |
| 2009  | -                           | -                            | -                           | -                              | 1er tour (1/32) Jade Curtis   | Laura Robson G. Stoop            | -                           | -                           |
| 2010  | -                           | -                            | -                           | -                              | 1er tour (1/32) Naomi Cavaday | Julia Görges Ágnes Szávay        | -                           | -                           |
| 2014  | -                           | -                            | -                           | -                              | 1er tour (1/32) Jocelyn Rae   | F. Pennetta S. Stosur            | -                           | -                           |
| 2015  | -                           | -                            | -                           | -                              | 2e tour (1/16) Jocelyn Rae    | B. Mattek-Sands L. Šafářová      | 1er tour (1/32) Jocelyn Rae | M. Krajicek B. Strýcová     |
| 2016  | 3e tour (1/8) Jocelyn Rae   | Chan Hao-ching Chan Yung-jan | 2e tour (1/16) Jocelyn Rae  | Chan Hao-ching Chan Yung-jan   | 1er tour (1/32) Jocelyn Rae   | E. Makarova E. Vesnina           | -                           | -                           |
| 2017  | 1er tour (1/32) Jocelyn Rae | Sania Mirza B. Strýcová      | 2e tour (1/16) M. Brengle   | G. Dabrowski Xu Yifan          | 1er tour (1/32) N. Melichar   | S. Kuznetsova K. Mladenovic      | 1er tour (1/32) N. Melichar | Raquel Atawo Sabine Lisicki |
| 2018  | 1er tour (1/32) N. Broady   | L. Šafářová B. Strýcová      | 1er tour (1/32) Xenia Knoll | Irina Maria Bara M. Buzărnescu | 1er tour (1/32) X. Knoll      | Raquel Atawo Anna-Lena Grönefeld |                             |                             |

Sous le résultat, la partenaire ; à droite, l'ultime équipe adverse.

### En double mixte
| Année | Open d'Australie | Open d'Australie | Internationaux de France | Internationaux de France | Wimbledon                   | Wimbledon                    | US Open | US Open |
| ----- | ---------------- | ---------------- | ------------------------ | ------------------------ | --------------------------- | ---------------------------- | ------- | ------- |
| 2010  | —                | —                | —                        | —                        | 3e tour (1/8) J. Marray     | Vera Dushevina D. Toursounov | —       | —       |
| 2011  | —                | —                | —                        | —                        | —                           | —                            | —       | —       |
| 2012  | —                | —                | —                        | —                        | —                           | —                            | —       | —       |
| 2013  | —                | —                | —                        | —                        | —                           | —                            | —       | —       |
| 2014  | —                | —                | —                        | —                        | 1er tour (1/32) James Ward  | Zhang Shuai N. Monroe        | —       | —       |
| 2015  | —                | —                | —                        | —                        | 1er tour (1/32) J. Marray   | An. Rodionova Artem Sitak    | —       | —       |
| 2016  | —                | —                | —                        | —                        | 3e tour (1/8) Neal Skupski  | Y. Shvedova A.-U.-H. Qureshi | -       | -       |
| 2017  | —                | —                | —                        | —                        | 2e tour (1/16) Neal Skupski | Martina Hingis Jamie Murray  | —       | —       |
| 2018  | —                | —                | —                        | —                        | 2e tour (1/16) Ken Skupski  | N. Melichar Alexander Peya   |         |         |

N.B. : le nom du partenaire se trouve sous le résultat ; le nom des ultimes adversaires se trouve à droite.

## Classement WTA en fin de saison
| Année          | 2005 | 2006 | 2007 | 2008 | 2009 | 2010 | 2011 | 2012 | 2013 | 2014 | 2015 | 2016 | 2017 | 2018 |
| Rang en simple | 793  | 296  | 78   | 373  | 435  | 303  | –    | –    | 650  | 494  | –    | –    | –    | –    |
| Rang en double | 725  | 597  | 384  | 181  | 175  | 135  | –    | –    | 262  | 93   | 76   | 84   | 48   | 99   |

Source : (en) Classements de Anna Smith (tennis) sur le site officiel de la Fédération internationale de tennis